# 雅各布·W·戴維斯
雅各布·W·戴維斯（英語：Jacob William Davis，1831年—1908年）是出生在拉脱维亚的美国裁缝。他發明了世界上第一條鉚釘粗布斜紋褲，這就是後來李維·斯特勞斯店裏出品的藍色牛仔褲。二人在1873年為這種新式褲子申請了專利。